# 樟園遊樂場
樟園（英語：Cheng Yuen，1915年至1922年2月）位於香港跑馬地黃泥涌道之客家村。本屬林景洲（Lam King-chou）先生私人花園，依山建築，為了防治蚊蟲，遍植有大量樟樹，購買許多菊花盆裁植物。中華民國初期約1915年，他經常招待朋友在此遊園，開詩鐘、粵曲演唱會，吸引許多文人雅士慕名不請而來，其人性好客，來者不拒，後來索性轉型為私人收費公園，在樹蔭下布滿人工開鑿成之石檯及石凳，供遊客乘涼及飲食。它在1922年之農曆新年後，約定性在1922年3月結束營運。

## 遊樂活動
1. 『潛社（Chim House）』乃一個中國文學研究社，位于園裡之樓高三層西式建築物，經常舉行詩鐘活動；
2. 廣東音樂演奏；
3. 棋藝：圍棋、象棋；
4. 中國書法及山水畫。
5. 園裡設有茶亭販賣飲料、酒、餅食、花生及瓜子等食物。